# Хек, Ричард
Ри́чард Хек (англ. Richard Heck; 15 августа 1931, Спрингфилд — 10 октября 2015, Манила) — американский химик. Известен открытием реакции Хека. Лауреат Нобелевской премии по химии за 2010 год.

## Биография
В 1952 году окончил Калифорнийский университет в Лос-Анджелесе (UCLA), там же получил степень доктора философии в 1954 году. После защиты работал в Швейцарской высшей технической школе Цюриха, затем снова в UCLA. В 1957 году получил позицию в компании Hercules co. Успешная работа в этой компании привела к тому, что в 1971 году был приглашён в Университет Делавэра, в котором работал до своего выхода на пенсию в 1989 году.
В 1968 году, работая в университете Делавэра, США, исследовал возможности палладия в качестве катализатора. В результате изобретение получило название «Реакция Хека». Оно используется для промышленного синтеза ряда важных продуктов (например, противоастматического препарата Сингуляр). В конце 1970-х годов к нему присоединились японские учёные со своими вариантами разработок.
В соавторстве с японскими учёными Эйити Нэгиси и Акирой Судзуки в 2010 году получил Нобелевскую премию по химии за разработку путей соединения атомов углерода друг с другом с целью построения сложных молекул. Изобретение может использоваться в медицине для борьбы с раком, а также для создания тонких компьютерных экранов.
В 2006 году перестал заниматься научной деятельностью и поселился на Филиппинах, в Кесон-Сити, со своей женой местного происхождения. Она умерла в 2012 году, её семья заботилась о Ричарде Хеке до его смерти.